# Липовець (Ужгородський район)
Липове́ць — село в Україні, у Перечинському районі Закарпатської області, орган місцевого самоврядування — Туричківська сільська рада. Населення становить 131 особу (станом на 2001 рік). Село розташоване на північному сході Перечинського району, за 18,3 кілометра від районного центру.

## Географія
Село Липовець лежить за 18,3 км на північний схід від районного центру, фізична відстань до Києва — 572,1 км.
Точних історичних даних про заснування Липовця не виявлено. Очевидно, виникло в 16 столітті. У джерелах відоме як «Lipoc», «Lipovce». За легендою, цю місцевість уподобали пастухи, які переганяли худобу до карпатських перевалів. Тут росли віковічні липи, у дуплах яких виявили стільники лісових бджіл. Розповідають, що в селі двічі лютувала холера. Під час останньої епідемії дяк закрився в церкві, де і помер. Раніше храм був споруджений в урочищі Тимкув Кут. Поселення неодноразово змінювало своє розташування. Теперішнє село вже на третьому місці. Спершу хати були в урочищі Пустище. Із народних переказів: до людей занадився чорний кіт(у міфології — уособлення холери). Хто впускав до хати — залишався жити, хто відганяв — помирав. Є переконання, що тут оселилися злі сили, бо якщо корови паслися в Пустищі — не давали молока, а раніше таку худобу навіть спалювали. Друге місце поселення — в урочищах За Звором, Тимкув Кут, а на Ровені — старий цвинтар. Свого часу в різних місцях були два водяні млини. В податкових відомостях 1715 року зафіксовано три домогосподарства, у тому числі одне бжолярське.
Неподалік від села розташований орнітологічний заказник загальнодержавного значення «Соколові Скелі», де охороняється ділянка букового лісу з домішкою ялини, явора і ясена, яка є місцем оселення багатьох видів птахів: орлан-білохвіст, беркут, орел-карлик, стерв'ятник, змієїд, сокіл-сапсан, пугач, сичик-горобець. Найвищою точкою у районі населеного пункту є гірський масив Рівна, де й розташований цей заказник.

## Населення
Станом на 1989 рік у селі проживало 162 особи, серед них — 76 чоловіків і 86 жінок.
За даними перепису населення 2001 року у селі проживало 131 особа. Рідною мовою назвали:
| Мова       | Кількість осіб | Відсоток |
| ---------- | -------------- | -------- |
| українська | 131            | 100,00%  |

## Політика
Голова сільської ради — Пловайко Владислав Михайлович, 1962 року народження, вперше обраний у 2010 році. Інтереси громади представляють 13 депутатів сільської ради:
| Партія            | Кількість депутатів | Відсоток |
| ----------------- | ------------------- | -------- |
| самовисування     | 9                   | 69,23%   |
| «Партія регіонів» | 3                   | 23,08%   |

## Туристичні місця
- орнітологічний заказник загальнодержавного значення «Соколові Скелі»
- урочище Тимкув Кут